# Copa Rio de 1994
A Copa Rio de Profissionais de  1994 foi a 4ª edição da Copa Rio, competição organizado pela Federação de Futebol do Estado do Rio de Janeiro, para definir o segundo clube do Rio de Janeiro para a disputa da Copa do Brasil. O Volta Redonda venceu o Fluminense e se sagrou, pela primeira vez, campeão do torneio.

## Grupo da Capital - Fase final
|  | Quartas-de-final | Quartas-de-final | Quartas-de-final | Quartas-de-final |   |                  | Semifinais | Semifinais | Semifinais | Semifinais |  |  | Final      | Final |
|  |                  |                  |                  |                  |   |                  |            |            |            |            |  |  |            |       |
|  | Fluminense       | 0                | 2                | 2                |   |                  |            |            |            |            |  |  |            |       |
|  | Bangu            | 0                | 1                | 1                |   |                  |            |            |            |            |  |  |            |       |
|  | Bangu            | 0                | 1                | 1                |   | Fluminense (pro) | 1          | 1 (1)      | 3          |            |  |  |            |       |
|  |                  |                  |                  |                  |   | Fluminense (pro) | 1          | 1 (1)      | 3          |            |  |  |            |       |
|  |                  | Botafogo         | 1                | 1 (0)            | 2 |                  |            |            |            |            |  |  |            |       |
|  | Botafogo (pro)   | Botafogo         | 1                | 1 (0)            | 2 | 0                | 1 (1)      | 2          |            |            |  |  |            |       |
|  | Botafogo (pro)   |                  |                  |                  |   | 0                | 1 (1)      | 2          |            |            |  |  |            |       |
|  | Olaria           | 1                | 0 (0)            | 1                |   |                  |            |            |            |            |  |  |            |       |
|  |                  |                  |                  |                  |   |                  |            |            |            |            |  |  | Fluminense | 4     |
|  |                  |                  | America          | 1                |   |                  |            |            |            |            |  |  |            |       |
|  | Vasco da Gama    | w.o.             | 2                | *                |   |                  |            |            |            |            |  |  |            |       |
|  | America [a]      | w.o.             | 2                | *                |   |                  |            |            |            |            |  |  |            |       |
|  | America [a]      | w.o.             | 2                | *                |   | America (pro)    | 2          | 2 (1)      | 5          |            |  |  |            |       |
|  |                  |                  |                  |                  |   | America (pro)    | 2          | 2 (1)      | 5          |            |  |  |            |       |
|  |                  | Flamengo         | 1                | 3 (0)            | 4 |                  |            |            |            |            |  |  |            |       |
|  | Flamengo         | Flamengo         | 1                | 3 (0)            | 4 | 0                | 2          | 2          |            |            |  |  |            |       |
|  | Flamengo         |                  |                  |                  |   | 0                | 2          | 2          |            |            |  |  |            |       |
|  | Madureira        | 1                | 0                | 1                |   |                  |            |            |            |            |  |  |            |       |

- a. ^  Após o empate de 2 x 2, o America queria a prorrogação, mas o Vasco da Gama se negou a disputá-la, alegando que vencera a não-realizada primeira partida por w.o. do adversário.[1] No dia seguinte, o Vasco desistiu de pleitear a vaga, alegando já estar classificado à Copa do Brasil de 1995.[2]

Premiação
| Campeonato da Capital de 1994  |
| ------------------------------ |
| Fluminense Campeão (1º título) |

## Grupo do Interior - Primeira fase

### Grupo 1

#### Playoff - Grupo 1
|  | Play-off      |               |   |
|  |               |               |   |
|  | Volta Redonda | Volta Redonda | 4 |
|  | Barra Mansa   | Barra Mansa   | 1 |

### Grupo 2
- ^  O Olympico perdeu 5 pontos por escalar jogadores de forma irregular

## Grupo do Interior - Fase final
|  | Semifinais    | Semifinais    | Semifinais | Semifinais |   |           | Final | Final | Final | Final |
|  |               |               |            |            |   |           |       |       |       |       |
|  | Americano     | 1             | 0          | 1          |   |           |       |       |       |       |
|  | Boavista-RJ   | 0             | 0          | 0          |   |           |       |       |       |       |
|  | Boavista-RJ   | 0             | 0          | 0          |   | Americano | 0     | 0     | 0     |       |
|  |               |               |            |            |   | Americano | 0     | 0     | 0     |       |
|  |               | Volta Redonda | 2          | 0          | 2 |           |       |       |       |       |
|  | Entrerriense  | Volta Redonda | 2          | 0          | 2 | 0         | 0     | 0     |       |       |
|  | Entrerriense  |               |            |            |   | 0         | 0     | 0     |       |       |
|  | Volta Redonda | 2             | 0          | 2          |   |           |       |       |       |       |

Premiação
| Campeonato do Interior de 1994    |
| --------------------------------- |
| Volta Redonda Campeão (1º título) |

## Fases Finais
Em itálico, os times que possuem o mando de campo no primeiro jogo do confronto e em negrito os times classificados.
|  | Semifinais          | Semifinais | Semifinais | Semifinais |       |                     | Final | Final | Final | Final |
|  |                     |            |            |            |       |                     |       |       |       |       |
|  | Volta Redonda (pro) | 3          | 0 (2)      | 5          |       |                     |       |       |       |       |
|  | America             | 1          | 1 (1)      | 3          |       |                     |       |       |       |       |
|  | America             | 1          | 1 (1)      | 3          |       | Volta Redonda (pen) | 1     | 1     | 2 (5) |       |
|  |                     |            |            |            |       | Volta Redonda (pen) | 1     | 1     | 2 (5) |       |
|  |                     | Fluminense | 4          | 0          | 4 (4) |                     |       |       |       |       |
|  | Fluminense (pen)    | Fluminense | 4          | 0          | 4 (4) | 0                   | 1     | 1 (4) |       |       |
|  | Fluminense (pen)    |            |            |            |       | 0                   | 1     | 1 (4) |       |       |
|  | Americano           | 0          | 1          | 1 (3)      |       |                     |       |       |       |       |

### Final

#### Jogo 1
|  | Volta Redonda | 1 – 4    | Fluminense | Estádio Raulino de Oliveira, Volta Redonda Público: |
|  |               | Detalhes |            |                                                     |

| Volta Redonda | Fluminense |

#### Jogo 2
Pelo regulamento do torneio, não havia o critério saldo de gols no desempate. Assim, caso o Voltaço vencesse o duelo nos 90min, o jogo iria para a prorrogação, e, em permanecendo empatado, disputa de pênaltis.
| 18 de Dezembro de 1994 | Fluminense | 0 – 1 0 – 0 (prorrogação) (4 – 5 Pênaltis) | Volta Redonda | Estádio das Laranjeiras, Rio de Janeiro Público: Árbitro: Cláudio Vinicius Cerdeira |
|                        |            | Detalhes                                   | Valtinho      |                                                                                     |

|        |       | Penalidades                                                    |  |
| Djair: | 4 – 5 | Convertido · Convertido · Convertido · Convertido · Convertido |  |

| Fluminense | Volta Redonda |

|                |    |                |                 |  |
|                |    |                |                 |  |
| G              | 1  | Welerson       |                 |  |
| LD             | 2  | Galo           |                 |  |
| Z              | 3  | Márcio Baby    |                 |  |
| Z              | 4  | João Luis      | Substituído     |  |
| LE             | 6  | Silvio         |                 |  |
| V              | 5  | Cláudio        |                 |  |
| V              | 8  | Eduardo        |                 |  |
| M              | 7  | Djair          |                 |  |
| M              | 10 | Leonardo       |                 |  |
| A              | 9  | Ézio           |                 |  |
| A              | 11 | Wallace        |                 |  |
| Substituições: |    |                |                 |  |
|                |    | Antônio Carlos | Entrou em campo |  |
|                |    | Welton         | Entrou em campo |  |
| Treinador:     |    |                |                 |  |
|                |    |                |                 |  |

|                |    |               |                 |  |
|                |    |               |                 |  |
| G              | 1  | Sandro        |                 |  |
| LD             | 2  | Vicente       |                 |  |
| Z              | 3  | Denimar       |                 |  |
| Z              | 4  | Fábio         |                 |  |
| LE             | 6  | Mauro Aurélio |                 |  |
| V              | 5  | Russo         |                 |  |
| V              | 8  | Andinho       |                 |  |
| M              | 7  | Valtinho      |                 |  |
| M              | 10 | Ricardo       |                 |  |
| A              | 9  | Roni          |                 |  |
| A              | 11 | Paloma        |                 |  |
| Substituições: |    |               |                 |  |
| M              |    | Missinho      | Entrou em campo |  |
| Treinador:     |    |               |                 |  |
|                |    |               |                 |  |

### Campeão
| Copa Rio 1994                     |
| --------------------------------- |
| Volta Redonda Campeão (1º título) |